# ارتش‌های ریاستی
ارتش‌های ریاستی (انگلیسی: Presidency armies) ارتش‌های سه قلمرو تحت حکومت کمپانی هند شرقی در هندوستان بودند که بعدها نیروهای سلطنت بریتانیا در هند (راج بریتانیا) را تشکیل می‌دادند و عمدتاً از سربازان هندی تشکیل می‌شدند. ارتش‌های ریاستی به نام این ریاست‌ها نامگذاری شده بودند: ارتش بنگال، ارتش مدرس و ارتش بمبئی. در ابتدا، فقط اروپایی‌ها به عنوان افسران وظیفه یا غیرمسئول خدمت می‌کردند. با گذشت زمان، واحدهای ارتش هند از پیشاور در شمال، تا سند در غرب و تا رانگون در شرق مستقر شدند.
این ارتش در جنگ‌هایی برای گسترش کنترل بریتانیا در هند (جنگ‌های میسور، مراتا و سیک) و فراتر از آن (جنگ‌های برمه، جنگ افغان و انگلیس، جنگ نخست تریاک، جنگ دوم تریاک و لشکرکشی به حبشه) درگیر بود.
ارتش‌های ریاستی، مانند خود ریاست‌ها، تا زمان شورش‌های ۱۸۵۷ در هند، زمانی که سلطنت، کمپانی و سه ارتش آن را به دست گرفت، متعلق به کمپانی بودند. در سال ۱۸۹۵، سه ارتش ریاستی در یک ارتش متحد تحت عنوان ارتش هند بریتانیا ادغام شدند.